# Justin Jin
Justin Jin, né le 5 octobre 2006 à Vancouver, est un entrepreneur et producteur médiatique canadien. Il est le fondateur et PDG du Poybo Media Group, la plus grande société de médias au monde composée d'adolescents.

## Origines, famille et études
Justin Jin est né le 5 octobre 2006 à Vancouver. Il fréquente l'école Mulgrave School (en) à Mulgrave, en Nouvelle-Écosse.

## Carrière
En 2020, Jin a lancé la chaîne YouTube 50mMidas. En utilisant environ 2 000 $ CA de la chaîne, il a fondé 50mMidas Media pour créer un groupe de comptes de médias sociaux qui monétisent sur la base de contenu court et de publicité.
Il a réincorporé 50mMidas Media sous le nom de Poybo Media Group Limited en 2023. En tant que PDG, Jin a continué à poursuivre la croissance de l'entreprise grâce à des « acquisitions à bas prix. » En 2024, Jin a cédé une filiale à Lekki, au Nigeria, qui cible les consommateurs de médias nigérians et sud-africains,.